# Пауков, Сергей Игнатьевич
Сергей Игнатьевич Пауков (род. Сентябрь 1958, Орëл, Орловская область, РСФСР, СССР) — российский серийный убийца, убивший в период с апреля 1998 по сентябрь 1999 года не менее 14 человек на территории шести регионов России. Пауков принадлежал к категории дезорганизованных серийных убийц. Его мотивы, способы убийств и философия оставались загадкой для следователей, вследствие чего никто не мог предугадать следующий его шаг. Известен под прозвищем «Паук». В 2001 году по определению коллегии суда Пауков был признан невменяемым, и ему было назначено принудительное лечение в психиатрической клинике.

## Биография

### Жизнь до убийств
О ранних годах жизни Сергея Паукова известно крайне мало. Родился в сентябре 1958 года на территории города Орëл. Вырос в социально неблагополучной обстановке. Имел сестру. В школьные годы Сергей не был популярен в школе, но выделялся эпатажной внешностью и эксцентричными выходками. Уже в старших классах школы он стал демонстрировать психического расстройства и дромомании. В конце 1970-х Пауков женился. Супруга Сергея родила ему дочь, однако брак не задался. С конца 1970-х Пауков предпочитал вести бродяжнический образ жизни, зарабатывая на жизнь кражами и совершением разбойных нападений, за что неоднократно подвергался уголовной ответственности. В середине 1980-х после отбытия им одного из первых уголовных наказаний жена Паукова подала на развод и ушла от него вместе с дочерью, после чего Сергей покинул Орёл и на протяжении последующих лет вплоть до ареста в 1999 году вëл бродяжнический образ жизни, постоянно перемещаясь по городам разных регионов СССР и России по железной дороге, зачастую садясь в первую попавшуюся электричку. Большую часть своего свободного времени Пауков проводил в обществе бездомных или лиц, ведущих маргинальный образ жизни, зарабатывающих на жизнь случайными заработками или кражами. В этот период он около 20 раз подвергался арестам за кражи и бродяжничество.
В середине 1990-х годов Сергей Пауков отбыл последнее уголовное наказание и в очередной раз оказался на свободе. После освобождения Пауков предпринял несколько попыток социализироваться в обществе и устроиться на работу, но на этом поприще он не достиг успехов, после чего снова стал вести бродяжнический образ жизни. Будучи экстравертом, Пауков обладал весëлым нравом и выраженной харизмой, благодаря чему без всяких усилий завоëвывал расположение и симпатию многих из своих новых знакомых. Но согласно свидетельствам самого Сергея, из-за высокого роста, астенического телосложения и длинной шевелюры из кудрявых волос он также часто становился для окружающих предметом для насмешек и подвергался физическим нападкам. Из-за проблем с повышенной импульсивностью и психическим здоровьем Пауков в конечном итоге решился на совершение убийств. Город и жертву он выбирал совершенно случайно.

### Убийства
После совершения убийств Пауков похищал у своих жертв деньги и вещи, представляющие материальную ценность, однако никогда не предпринимал никаких усилий для уничтожения улик и сокрытия тел убитых. Первое убийство Пауков совершил в августе 1998 года на территории города Александров (Владимирская область). Жертвой преступника стала пожилая женщина. Пауков похитил из её квартиры две иконы, которые затем продал на местном рынке. После этого Пауков появился в Рязани, где познакомился на улице с незнакомым мужчиной. Некоторое время они занимались совместным употреблением алкогольных напитков. Вскоре новый знакомый предложил Паукову сходить в магазин и приобрести ещё алкогольной продукции, после чего Пауков решил, что новый знакомый обладает крупной суммой денег, и зарезал его. Совершив убийство, Пауков явился на железнодорожный вокзал, сел в электричку и уехал в Тамбов, где проник в частный дом. В доме Пауков обнаружил пожилую женщину и её взрослую дочь, которых зарезал. Совершив двойное убийство, Пауков поджёг дом. После этого Сергей переехал на территорию Красноярского края, где его жертвами стала супружеская пара пенсионеров. В августе 1999 года Пауков вернулся в родной город Орëл. Некоторое время он ночевал в подвалах вместе с бездомными и не совершал никаких преступных деяний. 21 августа того же года Пауков познакомился с женщиной, передвигавшейся на инвалидной коляске. Пауков с согласия женщины довëз её до дома. Увидев в квартире инвалида мешок сахара, Пауков задушил беспомощную женщину, после чего забрал мешок и продал его на местном рынке. Убийство инвалида вызвало общественный резонанс в Орле, после чего для розыска убийцы была сформирована оперативно-следственная бригада, и фоторобот Паукова был разослан по всем городам России.
В конце августа 1999 года Пауков вернулся в Рязань, где 1 сентября около школы №63 совершил убийство мужчины, который первым обратился к Паукову и предложил ему выпить. В ходе совместного распития спиртных напитков Пауков выведал его адрес, а также узнал, что накануне жена нового знакомого уехала, поэтому он в течение нескольких дней проживает в квартире совершенно один. Дождавшись, пока новый знакомый оказался в состоянии сильного алкогольного опьянения, Пауков отвёл жертву к гаражам и несколько раз ударил его ножом. После совершения убийства Сергей переночевал в квартире убитого, а утром с помощью газеты «Ярмарка» стал распродавать его имущество. После этого Сергей Пауков перебрался в Пензу, где совершил убийство местного мужчины, который в ходе совместного употребления спиртных напитков проговорился Паукову о том, что имеет при себе крупную сумму денег, так как получил зарплату и отпускные. Другие убийства Сергей Пауков совершил на территории городов Мичуринск, Красноярск, Талица и Троицк.

### Арест, следствие и суд
В начале осени 1999 года Пауков в очередной раз появился в городе Рязань. 13 октября 1999 года в микрорайоне «Дашково-Песочня» Пауков залез в одну из квартир на первом этаже многоквартирного дома, намереваясь совершить кражу, но его планы нарушил внезапно вернувшийся домой хозяин-пенсионер с собакой. Пауков сумел выбраться из квартиры и принялся бежать, но мужчине-пенсионеру удалось его догнать и скрутить, после чего Пауков сам попросил доставить его в ближайший отдел милиции. После ареста Сергей Пауков сразу стал сотрудничать со следствием и активно способствовать раскрытию всех убийств.
Из свидетельств Игоря Александровича Куркина, следователя Следственного управления Следственного комитета Российской Федерации по Рязанской области:
Он мне сам рассказывал, что когда вышел из колонии, то никуда не мог устроиться. Его везде гнобили, подсмеивались над ним. А поскольку у него психика была неуравновешенной, он решил, что будет убивать людей. И стал так зарабатывать на жизнь — убивал и забирал по возможности деньги и вещи. Город и жертву он выбирал себе случайно. Тела никогда не прятал, просто сбегал с места преступления. В конце своего пути он раскаялся, как Родион Раскольников у Достоевского. Понял, что нет у него такого права — убивать людей. Когда его взяли, он сказал, что давно мечтал об этом. Сразу начал во всем признаваться.
В конечном итоге Сергею Паукову в середине 2000 года были предъявлены обвинения в совершении 13 убийств и 2 покушений на убийство, 1 из которых Пауков также совершил на территории Рязани в одном из двухэтажных домов в районе площади Ленина. Несмотря на то, что жертва Паукова умерла, следствие квалифицировало этот эпизод именно как покушение, поскольку на основании результатов судебно-медицинской экспертизы было установлено, что женщина умерла не от удушья, а от разрыва сердца.
Игорь Куркин так прокомментировал этот эпизод:
Пауков рассказывал мне так. Он шёл по улице. Увидел пожилую женщину, решил идти за ней. Бабушка зашла в дом, начала открывать квартиру, тут он её и придушил. Зашёл в квартиру, но ничего ценного не нашел. Взял, что было. Телевизор завернул в одеяло, погрузил на тележку и отвёз на Центральный рынок. Там он продал и телевизор, и тележку. Ещё он сказал мне: «Я понял, как легко, оказывается, убивать».
28 декабря 2000 года дело Сергея Паукова было направлено в суд. В начале 2001 года адвокаты Паукова подали ходатайство о проведении судебно-психиатрической экспертизы для установления степени его вменяемости, которое было удовлетворено. Сергей Пауков был этапирован в «Государственный национальный центр социальной и судебной психиатрии имени Сербского», где на протяжении последующих нескольких месяцев с ним работали специалисты. На основании результатов ряда психиатрических экспертиз было установлено, что Пауков страдает шизофренией в особо опасной форме, из-за чего в момент совершения преступлений он не мог осознавать характер и общественную опасность своих действий. На основании этого в конце 2001 года по определению коллегии Рязанского областного суда Сергей Пауков был признан невменяемым, освобождён от уголовной ответственности и направлен на принудительное лечение в психиатрическую клинику с интенсивным наблюдением, которая расположена в Сычёвке (Смоленская область).

### Принудительное лечение
В конце 2000-х годов Пауков дал признательные показания в совершении ещё 4 убийств, которые произошли на территории республики Беларусь. В начале 2010-х годов Пауков подвергался допросам со стороны следователей из Беларуси, но в конечном итоге он отказался от своих признательных показаний, и доказательств его причастности к этим убийствам найдено не было. В 2013 году Сергея Паукова в психиатрической клинике посетила Ева Меркачёва, которой он дал интервью, заявив, что назначенный курс лечения ему не помог, вследствие чего он продолжает испытывать проблемы с психическим здоровьем, страдает повышенной импульсивностью и часто впадает в состояние гнева и ярости. Пауков поведал, что в психиатрической клинике ему ранее было позволено работать вне отделения и принимать участие в подготовке и улучшении плодородности почвы клумб, но впоследствии он лишился этого права из-за конфликта с одним из раздатчиков пищи. Во время интервью Пауков не смог объяснить мотивы своих преступлений, но выразил раскаяние в содеянном. Он заявил о желании восстановить отношения со своей взрослой дочерью и продолжить курс лечения в другой психиатрической клинике с более мягким режимом содержания. Летом 2025 года была установлена причастность Паукова к совершению убийства 56-летней жительницы города Богданович (Свердловская область), которая была убита 27 июля 1998 году, в связи с чем 66-летний пауков был допрошен на территории психиатрической клиники. Он полностью признал свою вину, после чего в июне 2025 года ему было предъявлено обвинение.